# Plattenkinematik
Als Plattenkinematik wird in der Geophysik und Geodäsie die rein geometrische Modellierung der Kontinentalverschiebungen bezeichnet.
Der Begriff stellt – wie seine allgemeine Entsprechung Kinematik – das Gegenstück zu Modellen der Dynamik dar, in denen nebst den Bewegungen auch die sie verursachenden Kräfte Gegenstand der Forschung sind. In diesem Sinne wird auch meist die heute allgemein anerkannte Theorie der Plattentektonik verstanden.
Doch ist in den Fachgebieten Geophysik und Geodynamik der an sich korrekte Terminus Plattendynamik noch kaum verbreitet, sodass viele Wissenschaftler bei rein geometrischen Modellen den Begriff Plattenkinematik anderen Bezeichnungen vorziehen. Im Allgemeinen könnte man ihn mit Kontinentaldrift gleichsetzen. 
Inhaltlich beschreibt die Plattenkinematik die langsame Bewegung der Kontinentalplatten, und bei neueren Modellen auch ihre Drehungen (Rotationen). Die jährlichen Bewegungsraten liegen etwa zwischen 1 cm und 10 cm und sind seit den 1990er-Jahren durch Methoden der Satellitengeodäsie auf wenige Prozent genau gesichert. Erdkrustenbewegungen in kleinerem Ausmaß oder geologisch verursachte lokale Bewegungen werden demgegenüber im Zuge der einzelnen Landesvermessungen untersucht und im Allgemeinen durch Methoden der  Regionalen Geologie beschrieben.
Das bekannteste Erdmodell der Plattenkinematik ist das internationale Referenzsystem für globale Koordinaten und Koordinatenänderungen, das sogenannte ITRF. Es wird seit der Lösung ITRF 2000 alle 1–2 Jahre den aktuellen Kontinentalverschiebungen angepasst.